# 滕普欽湖

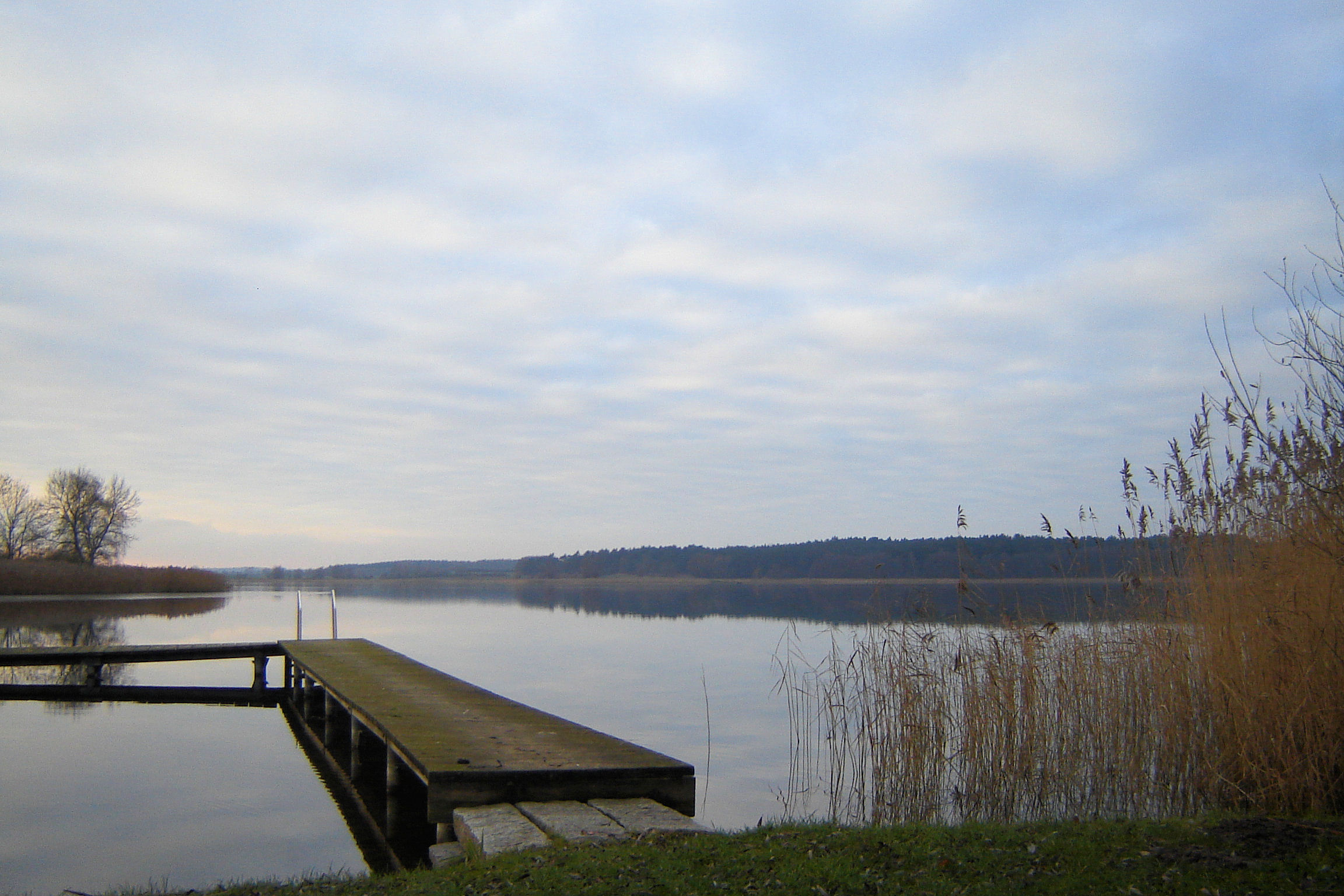

53°45′58″N 11°42′6″E / 53.76611°N 11.70167°E
滕普欽湖（德語：Tempziner See），是德國的湖泊，位於該國東北部梅克倫堡-前波美拉尼亞州，由路德維希斯盧斯特-帕爾希姆縣負責管轄，長2.3公里、寬1.2公里，面積1.6平方公里，海拔高度18米，平均水深2米，最大水深15米，水體容量324萬立方米。